# Bongani Zungu
Bongani Zungu (Duduza, 9 ottobre 1992) è un calciatore sudafricano, centrocampista dell'AmaZulu.

## Carriera

### Club
Ha militato nel campionato sudafricano fino al 2016. Si è affermato con il Mamelodi Sundowns.

### Nazionale
Ha esordito in nazionale nel 2013.

## Statistiche

### Presenze e reti nei club
Statistiche aggiornate al 24 maggio 2025.
| Stagione                 | Squadra                  | Campionato               | Campionato | Campionato | Coppe nazionali | Coppe nazionali | Coppe nazionali | Coppe continentali | Coppe continentali | Coppe continentali | Altre coppe | Altre coppe | Altre coppe | Totale | Totale |
| Stagione                 | Squadra                  | Comp                     | Pres       | Reti       | Comp            | Pres            | Reti            | Comp               | Pres               | Reti               | Comp        | Pres        | Reti        | Pres   | Reti   |
| ------------------------ | ------------------------ | ------------------------ | ---------- | ---------- | --------------- | --------------- | --------------- | ------------------ | ------------------ | ------------------ | ----------- | ----------- | ----------- | ------ | ------ |
| 2012-2013                | University of Pretoria   | PD                       | 25         | 7          | CdL             | 1               | 0               | -                  | -                  | -                  | -           | -           | -           | 26     | 7      |
| 2013-2014                | M. Sundowns              | PD                       | 22         | 1          | CdL             | 2               | 0               | -                  | -                  | -                  | -           | -           | -           | 24     | 1      |
| 2014-2015                | M. Sundowns              | PD                       | 23         | 0          | CdL             | 1               | 0               | CCL                | 2                  | 0                  | MTN 8       | 1           | 0           | 27     | 0      |
| 2015-2016                | M. Sundowns              | PD                       | 13         | 0          | CdL             | 4               | 1               | -                  | -                  | -                  | -           | -           | -           | 17     | 1      |
| 2016-2017                | Vitória Guimarães        | PL                       | 16         | 0          | CP+CdL          | 4+3             | 1+1             | -                  | -                  | -                  | -           | -           | -           | 23     | 2      |
| ago. 2017                | Vitória Guimarães        | PL                       | 3          | 1          | -               | -               | -               | -                  | -                  | -                  | SP          | 1           | 0           | 4      | 1      |
| Totale Vitoria Guimares  | Totale Vitoria Guimares  | Totale Vitoria Guimares  | 19         | 1          |                 | 7               | 2               |                    | -                  | -                  |             | 1           | 0           | 27     | 3      |
| sett. 2017-2018          | Amiens                   | L1                       | 26         | 1          | CdL             | 2               | 0               | -                  | -                  | -                  | -           | -           | -           | 28     | 1      |
| 2018-2019                | Amiens                   | L1                       | 5          | 0          | -               | -               | -               | -                  | -                  | -                  | -           | -           | -           | 5      | 0      |
| 2019-2020                | Amiens                   | L1                       | 21         | 0          | CdL             | 3               | 1               | -                  | -                  | -                  | -           | -           | -           | 24     | 1      |
| ago.-ott. 2020           | Amiens                   | L2                       | 2          | 0          | -               | -               | -               | -                  | -                  | -                  | -           | -           | -           | 2      | 0      |
| ott.2020-2021            | Rangers                  | SP                       | 14         | 0          | SC+CdL          | 0+2             | 0+0             | UEL                | 5                  | 0                  | -           | -           | -           | 21     | 0      |
| 2021-2022                | Amiens                   | L2                       | 13         | 0          | CF              | 3               | 0               | -                  | -                  | -                  | -           | -           | -           | 16     | 0      |
| Totale Amiens            | Totale Amiens            | Totale Amiens            | 67         | 1          |                 | 8               | 1               |                    | -                  | -                  |             | -           | -           | 75     | 2      |
| 2022-2023                | M. Sundowns              | PD                       | 10         | 1          | CS              | 2               | 0               | CCL                | 8                  | 0                  | MTN 8       | 1           | 0           | 21     | 1      |
| 2023-2024                | M. Sundowns              | PD                       | 13         | 0          | CS+CdL          | 2+1             | 0               | CCL+AFL            | 5+5                | 0                  | MTN 8       | 3           | 0           | 29     | 0      |
| Totale Mamelodi Sundowns | Totale Mamelodi Sundowns | Totale Mamelodi Sundowns | 81         | 2          |                 | 12              | 1               |                    | 20                 | 0                  |             | 5           | 0           | 118    | 3      |
| 2024-2025                | AmaZulu                  | PD                       | 15         | 1          | CS              | 2               | 0               | -                  | -                  | -                  | -           | -           | -           | 17     | 1      |
| Totale carriera          | Totale carriera          | Totale carriera          | 221        | 12         |                 | 32              | 4               |                    | 25                 | 0                  |             | 6           | 0           | 284    | 16     |

### Cronologia presenze e reti in nazionale
| Cronologia completa delle presenze e delle reti in nazionale ― Sudafrica | Cronologia completa delle presenze e delle reti in nazionale ― Sudafrica | Cronologia completa delle presenze e delle reti in nazionale ― Sudafrica | Cronologia completa delle presenze e delle reti in nazionale ― Sudafrica | Cronologia completa delle presenze e delle reti in nazionale ― Sudafrica | Cronologia completa delle presenze e delle reti in nazionale ― Sudafrica | Cronologia completa delle presenze e delle reti in nazionale ― Sudafrica | Cronologia completa delle presenze e delle reti in nazionale ― Sudafrica |
| Data                                                                     | Città                                                                    | In casa                                                                  | Risultato                                                                | Ospiti                                                                   | Competizione                                                             | Reti                                                                     | Note                                                                     |
| ------------------------------------------------------------------------ | ------------------------------------------------------------------------ | ------------------------------------------------------------------------ | ------------------------------------------------------------------------ | ------------------------------------------------------------------------ | ------------------------------------------------------------------------ | ------------------------------------------------------------------------ | ------------------------------------------------------------------------ |
| 17-8-2013                                                                | Johannesburg                                                             | Sudafrica                                                                | 2 – 0                                                                    | Burkina Faso                                                             | Amichevole                                                               | -                                                                        | 55’                                                                      |
| 7-9-2013                                                                 | Durban                                                                   | Sudafrica                                                                | 4 – 1                                                                    | Botswana                                                                 | Qual. Mondiali 2014                                                      | -                                                                        | 58’                                                                      |
| 10-9-2013                                                                | Durban                                                                   | Sudafrica                                                                | 1 – 2                                                                    | Zimbabwe                                                                 | Amichevole                                                               | -                                                                        | 64’                                                                      |
| 11-10-2013                                                               | Marrakech                                                                | Marocco                                                                  | 1 – 1                                                                    | Sudafrica                                                                | Amichevole                                                               | -                                                                        | 46’                                                                      |
| 15-11-2013                                                               | Lobamba                                                                  | eSwatini                                                                 | 0 – 3                                                                    | Sudafrica                                                                | Amichevole                                                               | 1                                                                        | 46’                                                                      |
| 19-11-2013                                                               | Rustenburg                                                               | Sudafrica                                                                | 1 – 0                                                                    | Spagna                                                                   | Amichevole                                                               | -                                                                        | 63’                                                                      |
| 5-3-2014                                                                 | Johannesburg                                                             | Sudafrica                                                                | 0 – 5                                                                    | Brasile                                                                  | Amichevole                                                               | -                                                                        | 55’                                                                      |
| 26-5-2014                                                                | Sydney                                                                   | Australia                                                                | 1 – 1                                                                    | Sudafrica                                                                | Amichevole                                                               | -                                                                        | 46’                                                                      |
| 30-5-2014                                                                | Auckland                                                                 | Nuova Zelanda                                                            | 0 – 0                                                                    | Sudafrica                                                                | Amichevole                                                               | -                                                                        | 66’                                                                      |
| 14-1-2015                                                                | Libreville                                                               | Mali                                                                     | 0 – 3                                                                    | Sudafrica                                                                | Amichevole                                                               | -                                                                        |                                                                          |
| 25-3-2015                                                                | Lobamba                                                                  | eSwatini                                                                 | 1 – 3                                                                    | Sudafrica                                                                | Amichevole                                                               | -                                                                        | 83’                                                                      |
| 29-3-2015                                                                | Nelspruit                                                                | Sudafrica                                                                | 1 – 1                                                                    | Nigeria                                                                  | Amichevole                                                               | 1                                                                        |                                                                          |
| 16-6-2015                                                                | Durban                                                                   | Sudafrica                                                                | 2 – 1                                                                    | Angola                                                                   | Amichevole                                                               | -                                                                        |                                                                          |
| 5-9-2015                                                                 | Nouakchott                                                               | Mauritania                                                               | 3 – 1                                                                    | Sudafrica                                                                | Qual. Coppa d'Africa 2017                                                | -                                                                        | 63’                                                                      |
| 8-9-2015                                                                 | Johannesburg                                                             | Sudafrica                                                                | 1 – 0                                                                    | Senegal                                                                  | Amichevole                                                               | -                                                                        |                                                                          |
| 8-10-2015                                                                | San José                                                                 | Costa Rica                                                               | 0 – 1                                                                    | Sudafrica                                                                | Amichevole                                                               | -                                                                        |                                                                          |
| 13-10-2015                                                               | San Pedro Sula                                                           | Honduras                                                                 | 1 – 1                                                                    | Sudafrica                                                                | Amichevole                                                               | -                                                                        | 62’ 72’                                                                  |
| 13-11-2015                                                               | Benguela                                                                 | Angola                                                                   | 1 – 3                                                                    | Sudafrica                                                                | Qual. Mondiali 2018                                                      | -                                                                        | 58’                                                                      |
| 17-11-2015                                                               | Durban                                                                   | Sudafrica                                                                | 1 – 0                                                                    | Angola                                                                   | Qual. Mondiali 2018                                                      | -                                                                        | 71’                                                                      |
| 10-6-2017                                                                | Uyo                                                                      | Nigeria                                                                  | 0 – 2                                                                    | Sudafrica                                                                | Qual. Coppa d'Africa 2019                                                | -                                                                        |                                                                          |
| 1-9-2017                                                                 | Praia                                                                    | Capo Verde                                                               | 2 – 1                                                                    | Sudafrica                                                                | Qual. Mondiali 2018                                                      | -                                                                        | 61’                                                                      |
| 7-10-2017                                                                | Johannesburg                                                             | Sudafrica                                                                | 3 – 1                                                                    | Burkina Faso                                                             | Qual. Mondiali 2018                                                      | -                                                                        | 67’                                                                      |
| 14-11-2017                                                               | Dakar                                                                    | Senegal                                                                  | 2 – 1                                                                    | Sudafrica                                                                | Qual. Mondiali 2018                                                      | -                                                                        |                                                                          |
| 21-3-2018                                                                | Ndola                                                                    | Angola                                                                   | 1 – 1                                                                    | Sudafrica                                                                | Amichevole                                                               | -                                                                        | 88’                                                                      |
| 15-6-2019                                                                | Dubai                                                                    | Ghana                                                                    | 0 – 0                                                                    | Sudafrica                                                                | Amichevole                                                               | -                                                                        | 46’ 67’                                                                  |
| 28-6-2019                                                                | Il Cairo                                                                 | Sudafrica                                                                | 1 – 0                                                                    | Namibia                                                                  | Coppa d'Africa 2019                                                      | 1                                                                        | 84’                                                                      |
| 28-6-2019                                                                | Il Cairo                                                                 | Sudafrica                                                                | 0 – 1                                                                    | Marocco                                                                  | Coppa d'Africa 2019                                                      | -                                                                        | 31’ 81’                                                                  |
| 6-7-2019                                                                 | Il Cairo                                                                 | Egitto                                                                   | 0 – 1                                                                    | Sudafrica                                                                | Coppa d'Africa 2019 - Ottavi di finale                                   | -                                                                        | 79’                                                                      |
| 10-7-2019                                                                | Il Cairo                                                                 | Nigeria                                                                  | 2 – 1                                                                    | Sudafrica                                                                | Coppa d'Africa 2019 - Quarti di finale                                   | 1                                                                        |                                                                          |
| 14-11-2019                                                               | Cape Coast                                                               | Ghana                                                                    | 2 – 0                                                                    | Sudafrica                                                                | Qual. Coppa d'Africa 2021                                                | -                                                                        | 29’                                                                      |
| 13-11-2020                                                               | Johannesburg                                                             | Sudafrica                                                                | 2 – 0                                                                    | São Tomé e Príncipe                                                      | Qual. Coppa d'Africa 2021                                                | 1                                                                        | 66’                                                                      |
| 16-11-2020                                                               | Port Elizabeth                                                           | São Tomé e Príncipe                                                      | 2 – 4                                                                    | Sudafrica                                                                | Qual. Coppa d'Africa 2021                                                | -                                                                        |                                                                          |
| Totale                                                                   |                                                                          | Presenze                                                                 | 32                                                                       |                                                                          | Reti                                                                     | 5                                                                        |                                                                          |

## Palmarès

### Club

#### Competizioni nazionali
- Campionato sudafricano: 4

Mamelodi Sundowns: 2013-2014, 2015-2016, 2022-2023, 2023-2024
- Coppa del Sudafrica: 1

Mamelodi Sundowns: 2015-2016
- Campionato scozzese: 1

Rangers: 2020-2021

#### Competizioni internazionali
- CAF Champions League: 1

Mamelodi Sundowns: 2016
- African Football League: 1

Mamelodi Sundowns: 2023